# Le Petit Monde de Charlotte (film, 2006)
Pour les articles homonymes, voir Le Petit Monde de Charlotte.
Pour plus de détails, voir Fiche technique et Distribution.
Le Petit Monde de Charlotte (Charlotte's Web) est un film américain de Gary Winick adapté du roman éponyme de E. B. White et sorti en 2006.

## Synopsis
Dans une ferme du Maine, Fern, la fille du fermier, prend sous sa protection un frêle petit cochon, Wilbur, pour le sauver de son exécution.
L'araignée Charlotte, devenue son amie, va alors « tisser sa toile » pour continuer à le protéger du destin qui l'attend lorsqu'il aura finalement grandi.

## Fiche technique
- Titre original : Charlotte's Web
- Titre français : Le Petit Monde de Charlotte
- Réalisation : Gary Winick
- Scénario : Susannah Grant et Karey Kirkpatrick, d'après le roman de E. B. White
- Directeur artistique : John Kasarda et Tom Nursey
- Décors : Stuart Wurtzel
- Costumes : Rita Ryack (en)
- Image : Seamus McGarvey
- Montage : Susan Littenberg et Sabrina Plisco
- Musique : Danny Elfman
- Production : Jordan Kerner ; Edgar Bronfman Sr., Paul Neesan, Julia Pistor et Bernie Williams (exécutifs)
- Sociétés de production : Paramount Pictures, Walden Media, Nickelodeon Movies, The K Entertainment Company, KMP Film Invest GmbH
- Sociétés de distribution : Paramount Pictures (USA), United International Pictures (France)
- Pays de production :  États-Unis,  Allemagne
- Langue : anglais
- Lieux de tournage : Australie
- Format : Couleurs - 35 mm - 1,85:1 - Dolby stéréo
- Durée : 97 minutes
- Dates de sortie : 
  - Australie : 7 décembre 2006
  - États-Unis : 15 décembre 2006
  - France et Belgique : 7 février 2007
- Dates de sortie DVD : 
  - Australie et États-Unis : 3 avril 2007 ;
  - France et Belgique : 28 août 2007

## Distribution

### Acteurs
- Dakota Fanning (VF : Kelly Marot ; VQ : Viviane Pacal) : Fern Arable
- Kevin Anderson (en) (VF : Julien Kramer) : John Arable
- Essie Davis (VF : Anne Richard) : Phyllis Arable
- Louis Corbett : Avery Arable
- Beau Bridges (VF : José Luccioni) : Dr Dorian
- Gary Basaraba (VQ : Louis-Georges Girard) : Homer L. Zuckerman
- Siobhan Fallon Hogan (VQ : Chantal Baril) : Mme Édith Zuckerman
- Nate Mooney (en) : Lurvy

### Et les voix de
- Dominic Scott Kay (VF : Valentin Maupin ; VQ : Alexandre Bacon) : Wilbur, le porcelet
- Julia Roberts (VF : Laetitia Casta ; VQ : Nathalie Coupal) : Charlotte A. Cavatica, l'araignée
- Steve Buscemi (VF : Élie Semoun ; VQ : Manuel Tadros) : Templeton, le rat
- Kathy Bates (VF : Denise Metmer ; VQ : Claudine Chatel) : Bitsy, une vache
- Reba McEntire (VQ : Anne Caron) : Betsy, une vache
- Oprah Winfrey (VQ : Isabelle Miquelon) : Gussy, l'oie
- Cedric the Entertainer (VF : Guillaume Orsat ; VQ : Didier Lucien) : Golly, le jars
- John Cleese (VF : Michel Prud'homme ; VQ : Denis Mercier) : Samuel, le mouton
- Robert Redford (VF : Féodor Atkine ; VQ : Hubert Gagnon) : Ike, le cheval
- Thomas Haden Church (VQ : André Montmorency) : Brooks, un corbeau
- André Benjamin (VQ : Frédéric Desager) : Elwyn, un corbeau
- Abraham Benrubi : Tonton, le cochon
- Sam Shepard (VF : Bernard-Pierre Donnadieu ; VQ : Vincent Davy) : le narrateur

 Source et légende : version française (VF) sur RS Doublage et version québécoise (VQ) sur Doublage Québec

## Distinctions

### Récompenses
- Critics Choice Awards : Meilleur film familial
- Kids' Choice Awards : Actrice préférée (Dakota Fanning)
- Las Vegas Film Critics Society Awards : Meilleur film familial et Meilleure chanson Ordinary Miracle (Sarah McLachlan, David A. Stewart et Glen Ballard)
- Phoenix Film Critics Society Awards : Meilleur film familial
- Young Artist Awards : Meilleure performance dans une voix de doublage (Dominic Scott Kay)

### Nominations
- Critics Choice Awards : Meilleure jeune actrice (Dakota Fanning) et Meilleure chanson Ordinary Miracle (Sarah McLachlan)
- Satellite Awards : Meilleur DVD pour enfants
- Saturn Awards : Meilleur film fantastique et Meilleurs effets spéciaux (Karin Joy, John Andrew Berton Jr., Blair Clark et John Dietz)
- Visual Effects Society Awards : Meilleur personnage animé (Templeton le rat), Meilleur personnage animé (Wilbur le cochon) et Meilleurs effets spéciaux (Karin Joy, John Andrew Berton Jr., Blair Clark et John Dietz)
- Young Artist Awards : Meilleure jeune actrice (Dakota Fanning)

## Autour du film
- On sait que la petite Fern porte aux pieds des Converses bleues.